# Lăzărești, Harghita
Lăzărești (maghiară Lázárfalva) este un sat în comuna Cozmeni din județul Harghita, Transilvania, România.

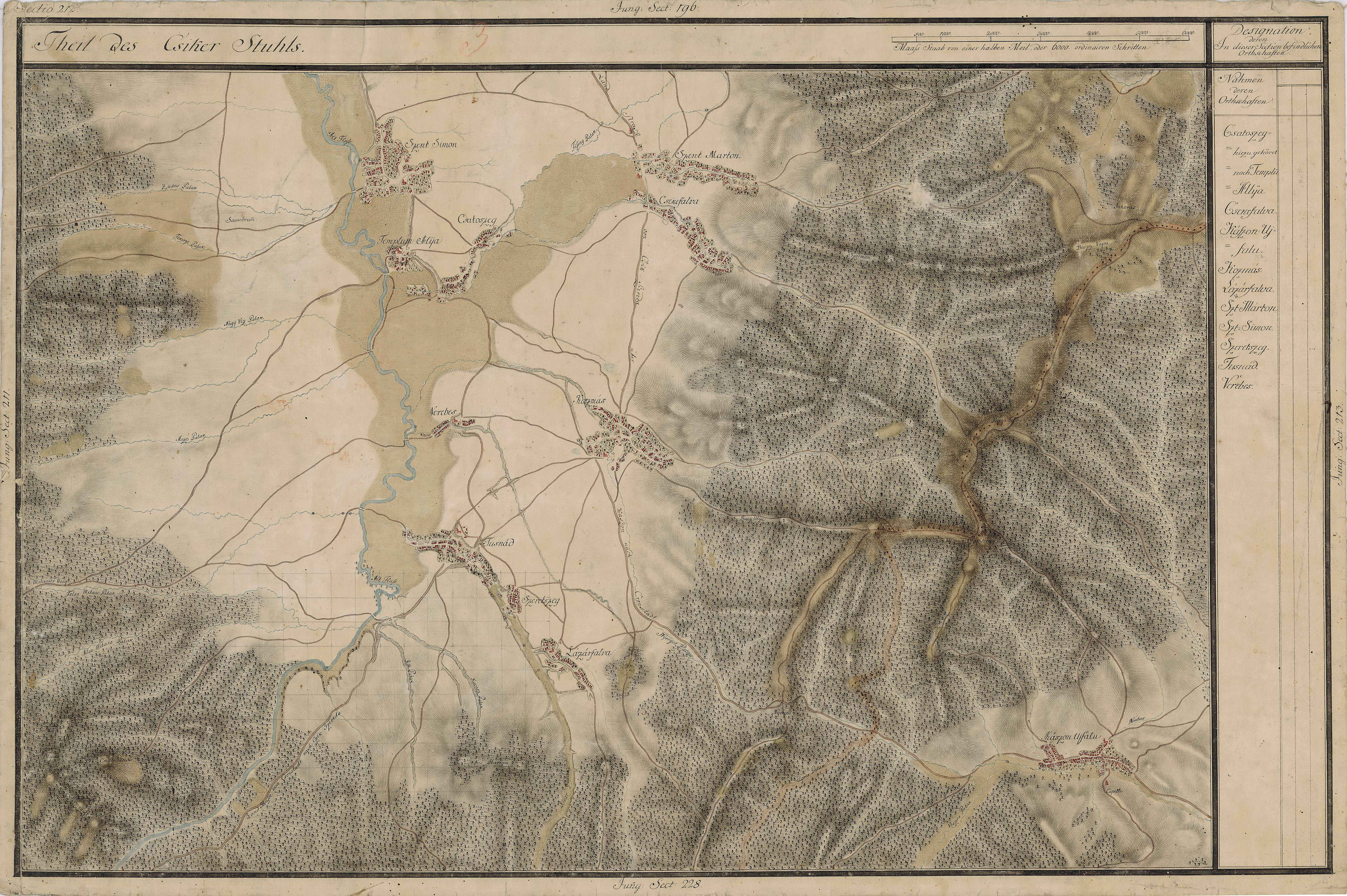
Lăzărești în Harta Iosefină a Transilvaniei, 1769-1773

 Acest articol despre o localitate din județul Harghita este deocamdată un ciot. Puteți ajuta Wikipedia prin completarea lui.